# 広安門駅
広安門駅（こうあんもんえき）はかつて中国の北京市西城区手帕口南街に存在した中国国鉄北京鉄路局の鉄道駅。京張線開業時には旅客営業も行なっていたが、後に貨物専用駅となった。2009年10月25日に営業を停止し、その後、駅施設の撤去も始まり、2010年3月27日に正式に撤去された。

## 駅施設
- 最末期には12本の構内線、9本の専用線と9棟の貨物倉庫、5万平米のコンテナ扱い所を有した。

## 歴史
- 1906年 - 開業。
- 1919年 - 京漢線西便門駅との連絡線完成。
- 1958年 - 西直門 - 広安門間、西便門駅連絡線廃止。西便門駅と合併。
- 1984年 - 駅舎改築。
- 2009年 - 営業停止。
- 2010年 - 駅施設撤去。

## 隣の駅
中国国鉄
京広線、京滬線、京哈線
北京西駅 - 広安門駅 - 豊台駅
京九線
北京西駅 - 広安門駅 - 李営駅
京承線、京通線
北京西駅 - 広安門駅 - 北京南駅
京包線（1958年部分廃止）
広安門駅 - 西直門駅(当時)